# بو مار (كولورادو)
بو مار (بالإنجليزية: Bow Mar, Colorado)‏ هي بلدة تقع في مقاطعة أراباهو، كولورادو بولاية كولورادو في الولايات المتحدة. تبلغ مساحتها 2.2 (كم²)، وترتفع عن سطح البحر 1682 م، بلغ عدد سكانها 866 نسمة في عام 2010 حسب إحصاء مكتب تعداد الولايات المتحدة وتصل الكثافة السكانية فيها 455.8 نسمة/كم2.

## وصلات خارجية
- Town of Bow Mar
- The US50 - Cities and Towns in Colorado State
- Colorado Cities and Towns, Facts, Map, Flag, Colleges, Government, and More